# Écouché-les-Vallées
Écouché-les-Vallées ist eine französische Gemeinde mit 2.193 Einwohnern (Stand: 1. Januar 2022) im Département Orne in der Region Normandie. Sie gehört zum Arrondissement Argentan und ist Mitglied im Gemeindeverband Terres d’Argentan Interco.
Écouché-les-Vallées entstand als Commune nouvelle zum 1. Januar 2016 durch die Zusammenlegung von sechs ehemaligen Gemeinden, die nun Communes déléguées von Écouché-les-Vallées sind. Zusammengelegt wurden die einstmals eigenständigen Gemeinden Batilly, La Courbe, Écouché, Loucé, Saint-Ouen-sur-Maire und Serans. Der Verwaltungssitz befindet sich in Écouché. Zum 1. Januar 2018 wurde zusätzlich Fontenai-sur-Orne als Commune déléguée hinzugefügt.

## Gliederung
| Commune déléguée              | ehemaliger INSEE-Code | Fläche (km²) | Einwohnerzahl (2022) |
| ----------------------------- | --------------------- | ------------ | -------------------- |
| Batilly                       | 61027                 | 8,99         | .0136                |
| La Courbe                     | 61127                 | 5,05         | .0063                |
| Écouché (Verwaltungssitz)     | 61153                 | 5,22         | 1.351                |
| Fontenai-sur-Orne (seit 2018) | 61173                 | 6,51         | .0241                |
| Loucé                         | 61236                 | 4,12         | .0109                |
| Saint-Ouen-sur-Maire          | 61441                 | 5,24         | .0092                |
| Serans                        | 61470                 | 6,10         | .0201                |

## Geografie

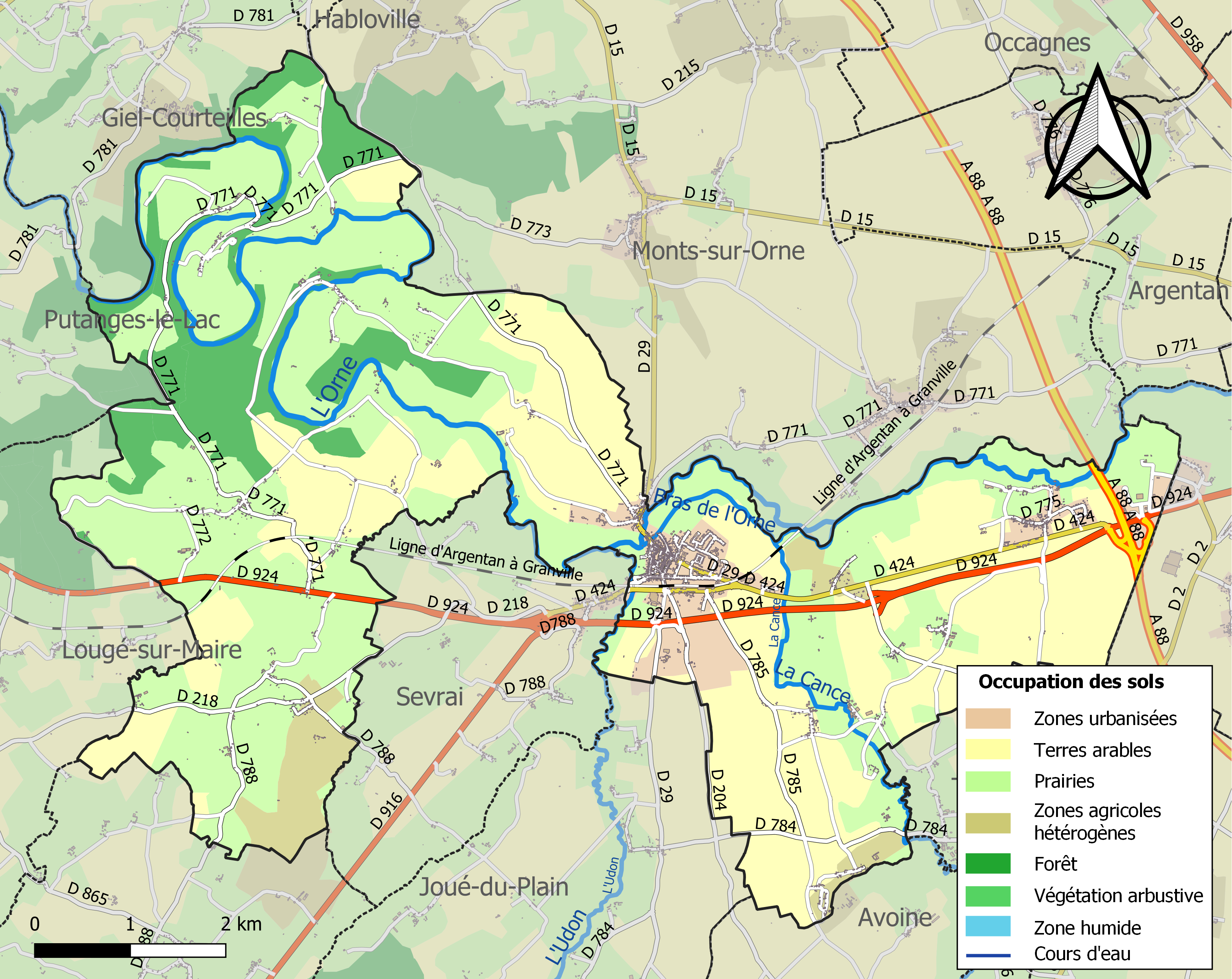
Bodennutzung, Hydrografie und Infrastruktur der Gemeinde (2018)

Écouché-les-Vallées liegt mit Écouché etwa acht Kilometer westsüdwestlich von Argentan und etwa 35 Kilometer nordnordwestlich von Alençon im Osten der Région naturelle Pays d’Houlme. Die Gemeinde wird hauptsächlich von der Orne, der Baize, der Cance, dem Udon und der Maire entwässert. Das Zentrum in Écouché liegt auf einer Höhe von etwa 155 m. Das Relief des Gebiets ist nach Osten und Süden hin flach bis hügelig mit Höhen über 190 m im Osten und Südwesten und über 170 m im Südosten. Der Norden wird durch die Flussschlingen der Orne bestimmt, die ein kurvenreiches Tal in die ansteigende Hügelkette einschneidet. Die tiefsten Stellen der Gemeinde sind mit 135 m Höhe am Austritt der Orne aus dem Gemeindegebiet, die höchsten Stellen mit 247 m im äußersten Norden zu finden.
Teile des Gebiets von Écouché-les-Vallées gehören zum Natura 2000-Schutzgebiet „Haute vallée de l'Orne et affluents“ (FR2500099) und von sechs ZNIEFF-Naturzonen.
Écouché-les-Vallées wird umgeben von den Nachbargemeinden Monts-sur-Orne im Norden, Sarceaux im Osten, Fleuré und Tanques im Südosten, Avoine, Joué-du-Plain, Sevrai und Saint-Brice-sous-Rânes im Süden, Lougé-sur-Maire im Westen und Südwesten, Putanges-le-Lac im Westen und Nordwesten sowie Giel-Courteilles im Nordwesten.

## Sehenswürdigkeiten

### Batilly
- Kirche Saint-Martin aus dem 19. Jahrhundert
- Kapelle Saint-Roch aus dem 17. Jahrhundert in der Ortschaft Mesnil-Glaise
- Kapelle von Treize-Saints

### La Courbe
- Archäologische Grabungsstätten Camp du Haut du Château und Camp du Bas de la Courbe, beide Monument historique seit 1987
- Herrenhaus La Queuerie, Monument historique

### Écouché
- Kirche Notre-Dame, 13. Jahrhundert, Umbauten 15./16. Jahrhundert, Monument historique
- Kapelle Saint-Nicolas von 1140
- Reste der alten Stadtmauer mit dem Turm des Tempelritterordens
- Ruinen einer Kapelle in Méheudin

### Fontenai-sur-Orne
- Kirche Saint-Martin

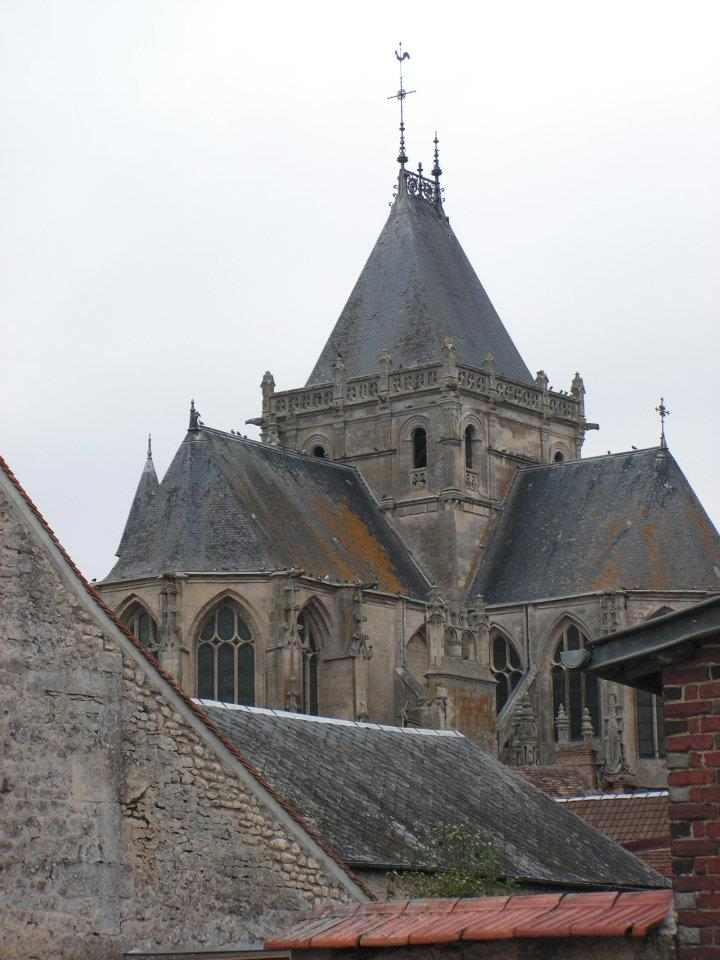
Kirche Notre-Dame in Écouché
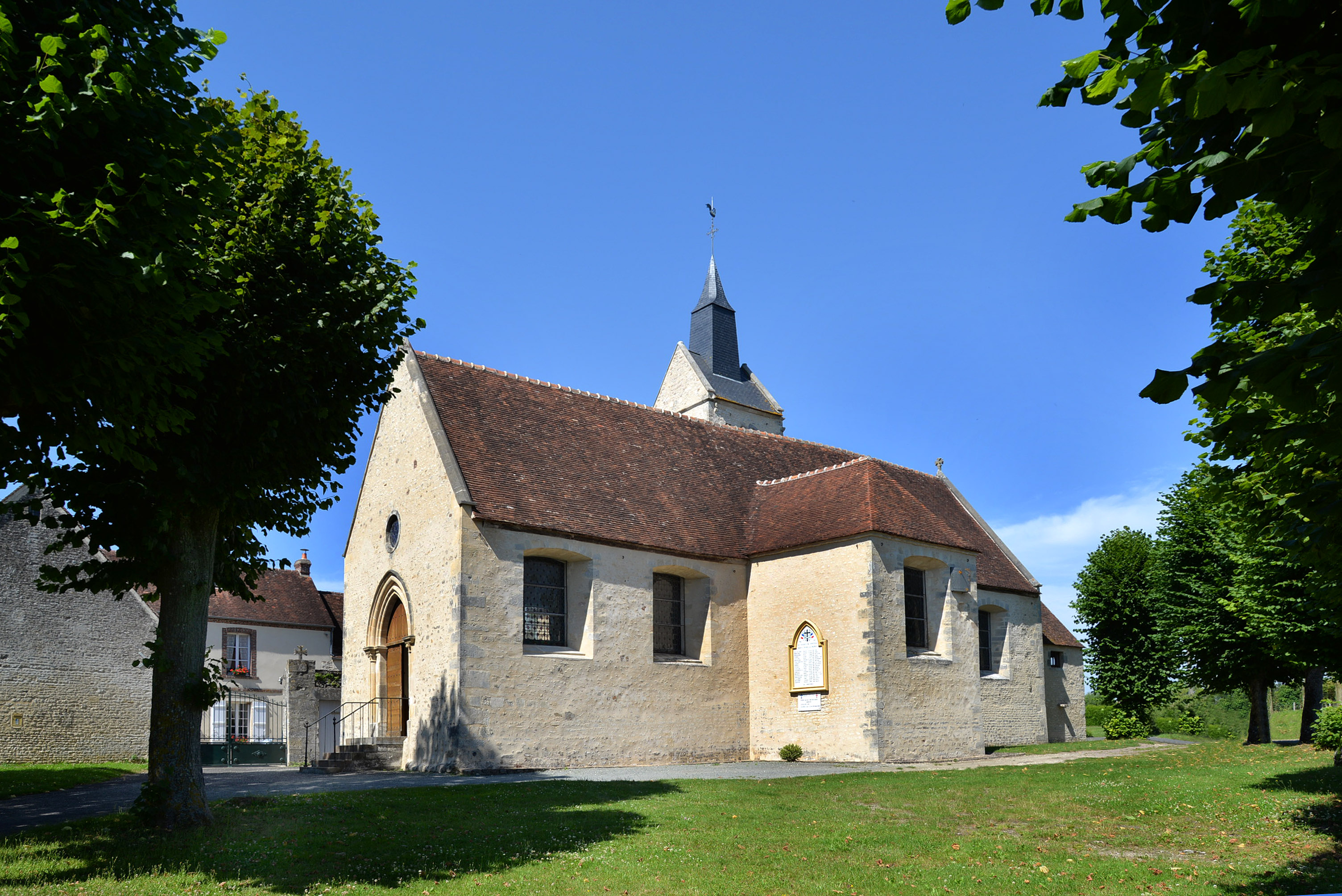
Kirche Saint-Martin in Fontenai-sur-Orne
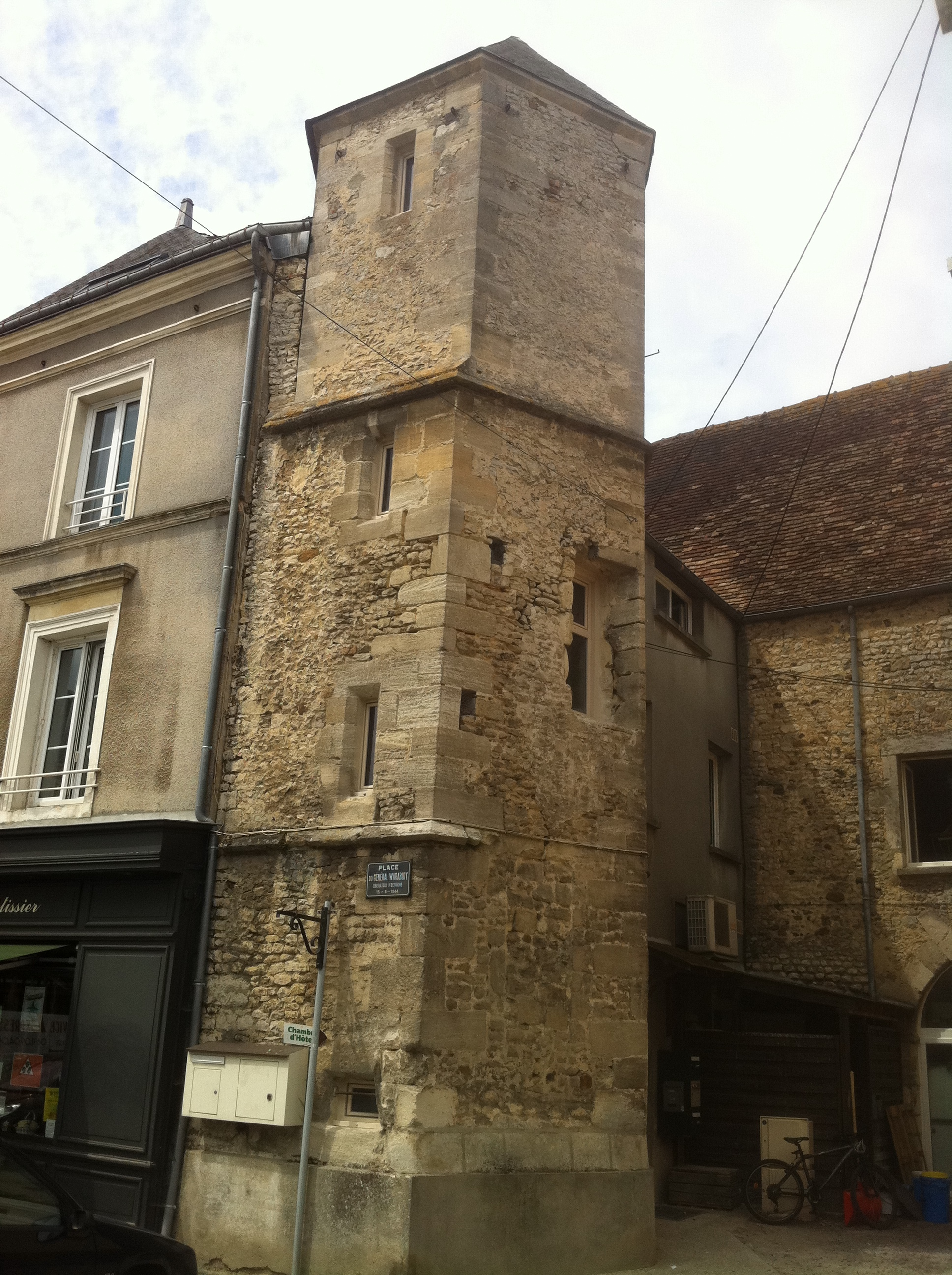
Turm des Tempelritterordens in Écouché
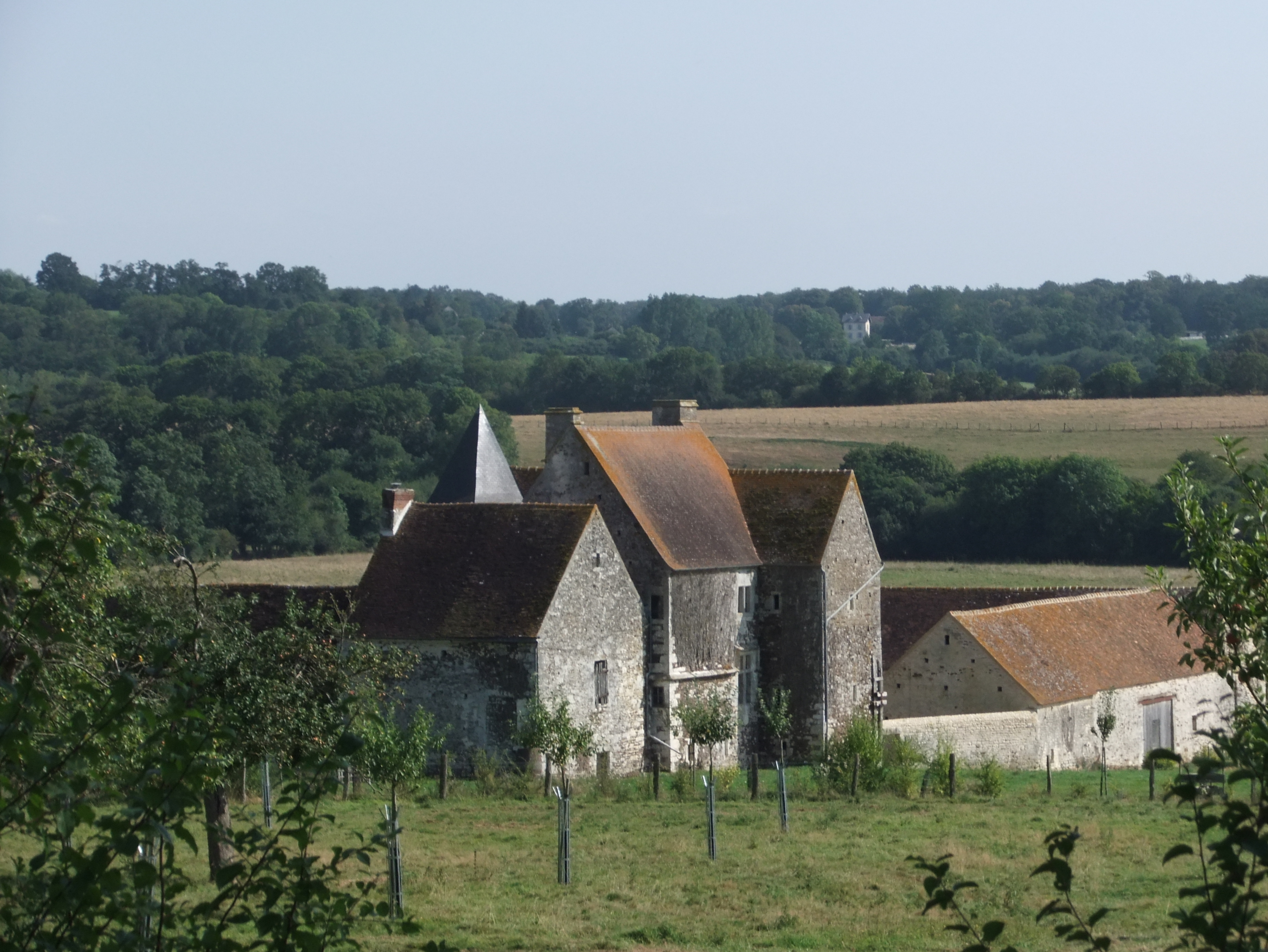
Herrenhaus La Queuerie in La Courbe

## Verkehr
Die Autoroute A 88 von Falaise nach Sées durchquert das östliche Gemeindegebiet auf einem relativ kurzen Abschnitt mit der Anschlussstelle 13 und der Autobahnraststätte „Le Pays d’Argentan“.
Die Departementsstraße D 924, die ehemalige Route nationale 26 von Verneuil-sur-Avre nach Granville, durchquert das Gemeindegebiet von Ost nach West. Nachgeordnete Departementsstraßen und lokale Landstraßen verbinden die Communes déléguées der Gemeinde und mit den Nachbargemeinden. Busse einer Linie der Transportgesellschaft Nomad der Region Normandie verkehren zwischen Flers und Argentan.
Écouché besitzt zwar einen Haltepunkt an der Bahnstrecke Paris–Granville, die die Gemeinde von Ost nach West durchquert, der aber nicht (mehr) von Zügen der TER Hauts-de-France bedient wird.

## Partnergemeinde
Mit der deutschen Gemeinde Elze in Niedersachsen besteht seit 1971 eine Partnerschaft.